# 尼尔斯·埃里克·尼尔森
尼尔斯·埃里克·尼尔森（丹麥語：Niels Erik Nielsen，1893年5月1日—1974年3月4日），丹麦男子竞技体操运动员。他曾代表丹麦获得1920年夏季奥运会体操比赛男子团体瑞典式银牌。他于1974年在灵厄去世。